# فوزنيسينسك
فوزنيسينسك (Вознесенськ) هي مدينة في مقاطعة ميكولاييفسكا في أوكرانيا.
يبلغ عدد سكانها حوالي 38308 نسمة.